# لورين زارو
لورين زارو زوزونيس (مواليد 1976-) هي كاتبة وشاعرة فلسطينية أمريكية. تكتب في مجموعة متنوعة من الأنواع الأدبية، بما في ذلك الشعر والنثر والقصص القصيرة والخيال العلمي والروايات التاريخية للأطفال.

## سيرتها
حصلت لورين زارو زوزونيس على درجة الزمالة في الآداب من كلية مدينة سان فرانسيسكو، وواصلت دراستها في قسم الكتابة الإبداعية الشهير في جامعة ولاية سان فرانسيسكو. ويُقال بأنها متأثرة بتراثها وكتبت بشكل متكرر حول مواضيع تتعلق بالشرق الأوسط. نُشرت أول قصيدة لها في مختارات CCSF، تلاها ظهورها الكبير الأول، والذي تضمن ثلاث قصائد نُشرت في مختارات SFSU في عام 1990. أما أول إصدار هو كتاب شعري تم نشره ذاتيًا في عام 1987 بعنوان Inquire Within.
قدمت زارو مئات القراءات في منطقة خليج سان فرانسيسكو وفي أجزاء أخرى من الولايات المتحدة، بدءًا من أواخر الثمانينيات في مكتبة سمول برس ترافك مع صديقتها الراحلة ومعلمتها، الشاعرة والروائية والفنانة إيتيل عدنان.
يتم نشر مجموعة قصائدها على نطاق واسع في مختارات مطبوعة، وعلى الإنترنت مع أربع قصائد بالإضافة إلى مقابلة في مجلة LAdige Review. نُشرت القصائد في مواقع ومنشورات مختلفة منها كتاب "شعر المرأة العربية: مختارات معاصرة" وفي كتاب "هارت فاير - لواء الشعراء الثوريين الثاني.
شاركت لورين زارو في تصميم وتدريس ورش عمل الشعر في مدرسة عامة لعدة سنوات كجزء من برنامج إثراء الفنون التابع لجمعية أولياء الأمور والمعلمين الوطنية. كانت زارو ز منتجة ومقدمة برنامج حواري في برنامج تلفزيوني محلي يتناول موضوعًا عربيًا في سان خوسيه، كاليفورنيا.

## الجوائز
- تم اختيارها كأحد المتأهلين للنهائيات لقصيدتين في مسابقة الكتابة المستقلة لعام 2011، ومؤتمر كتاب سان فرانسيسكو، وجامعة سان فرانسيسكو شريك لهذه المسابقة.
- فازت بجائزة PEN Oakland، عن قصيدتين من تأليفها.
- فازت بجائزة ALA لأفضل الكتب للشباب لعام 2010." الفضاء بين خطواتنا"، اختيار نعومي شهاب ناي، سايمون وشوستر.[7]